# Сант'Андреа ин Казале (Римини)
Сант'Андреа ин Казале је насеље у Италији у округу Римини, региону Емилија-Ромања.
Према процени из 2011. у насељу је живело 2263 становника. Насеље се налази на надморској висини од 86 м.